# Chemamull

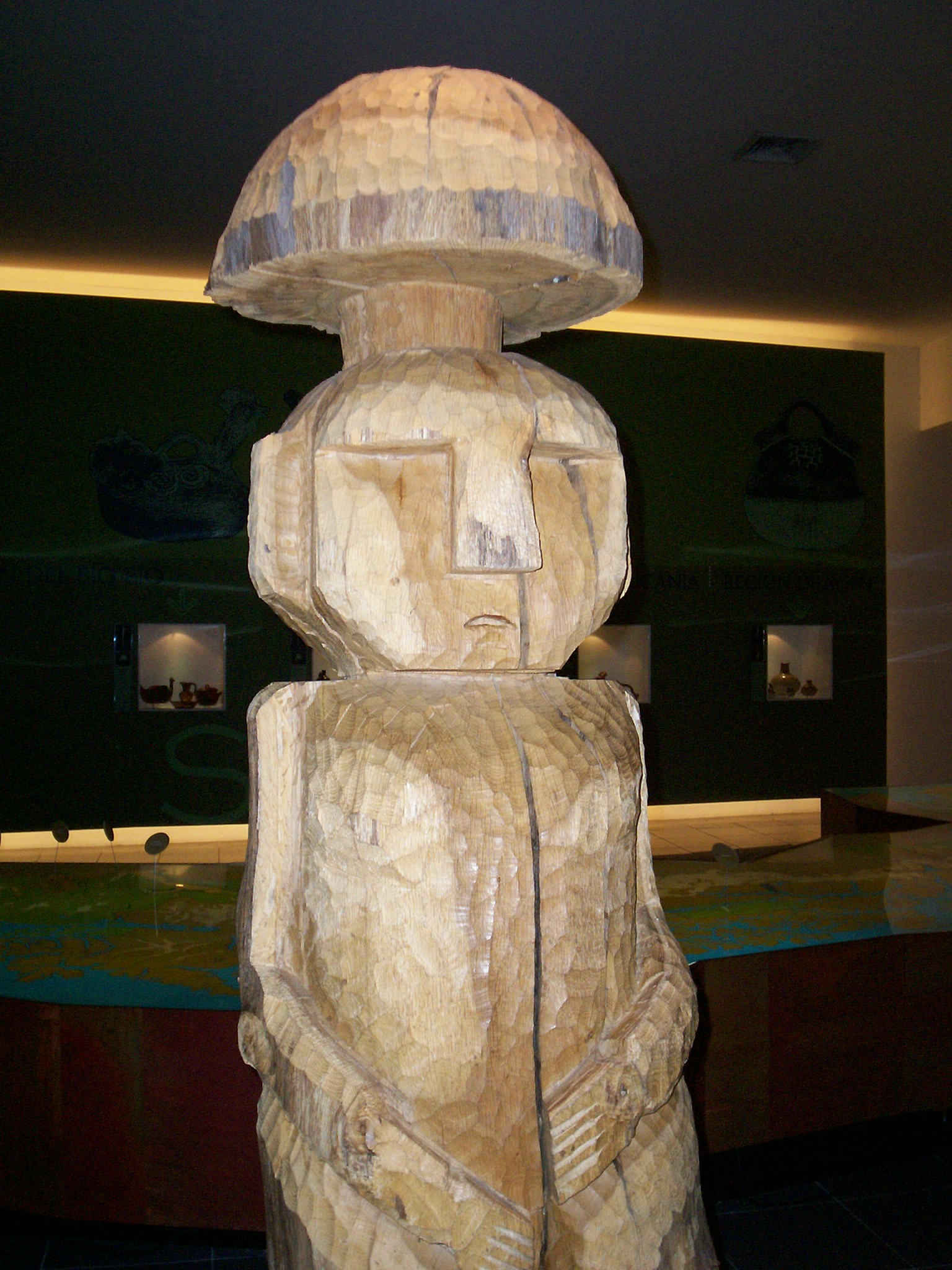
Un chemamull exposé au musée chilien d'art précolombien à Santiago au Chili.

Un chemamull (chemamüll ou chemamul) qui signifie « personnage en bois » en mapudungun (par l'association de che, personnage et mamüll, bois), est une statue en bois sculptée et utilisée par les Amérindiens mapuches lors de rites funéraires.
Le chemamüll est taillé dans des troncs ou des morceaux d'arbres. Ces statues peuvent faire plus de 2 mètres de haut, et représentent le corps et la tête stylisés d'un être humain.